# Нова Сул
Нова Сул (на полски: Nowa Sól; на немски: Neusalz an der Oder) е град в Западна Полша, Любушко войводство. Административен център е на Новосулски окръг, както и на селската Новосулска община, без да е част от нея. Самият град е обособен в самостоятелна община с площ 21,80 км2.

## География
Градът се намира в историческата област Долна Силезия.
Разположен е край левия бряг на Одра, на 23 километра югоизточно от Жельона Гура, на 82 километра северозападно от Легница и на 36 километра североизточно от Жаган.

## История
Селището получава градски права през 1743 година от Фридрих II Пруски.
В периода 1975 – 1998 година е част от Жельоногурското войводство.

## Население
Населението на града възлиза на 39 796 души (2010). Гъстотата е 1 825,50 души/км2.

## Личности

### Родени в града
- Ото Якел – немски геолог и палеонтолог
- Алфред Заалвехтер – немски офицер, генераладмирал
- Еберхард Гюнтер Шулц – немски философ и писател
- Северин Крайевски – полски музикант
- Юзеф Млинарчик – полски футболист, национал

## Градове партньори
- Ахим (Ферден), Германия
- Фрезаграндинария, Италия
- Пютлинген, Германия
- Saint-Michel-sur-Orge, Франция
- Зенфтенберг, Германия
- Веспрем, Унгария
- Жамберк, Чехия